# Camponotus capito
Camponotus capito es una especie de hormiga del género Camponotus, tribu Camponotini. Fue descrita científicamente por Mayr en 1876.
Se distribuye por Australia. Vive en el mallee.